# Eptesicus bobrinskoi
Eptesicus bobrinskoi, Bobrinskis aftonfladdermus, är en fladdermusart som beskrevs av Kuzyakin 1935. Eptesicus bobrinskoi ingår i släktet Eptesicus och familjen läderlappar. IUCN kategoriserar arten globalt som livskraftig. Inga underarter finns listade i Catalogue of Life.
Denna fladdermus förekommer i Kazakstan och kanske i angränsande områden av Ryssland. Habitatet utgörs av öknar och halvöknar. Individerna vilar i håligheter i klippor som bildas av fast lera.